# Министерство обороны Боснии и Герцеговины
Министерство обороны Боснии и Герцеговины (босн. и хорв. Ministarstvo odbrane Bosne i Hercegovine, серб. Министарство одбране Босне и Херцеговине) является правительственным министерством, отвечающим за Вооруженные силы Боснии и Герцеговины и защиту Боснии и Герцеговины от вторжения и угрозы.

## Организационная структура

### Министр и его кабинет
- Министр: Сифет Поджич
- Начальник канцелярии: Сенадин Годинжак
- Советник: Кенан Даутович
- Советник: Нуамера Нумич
- Советник: Салко Полимак

## Список министров

#### Министры обороныРеспублики Босния и Герцеговина(1992-1996)
| № | Портрет | Имя         | Срок полномочий                 | Партия |
| - | ------- | ----------- | ------------------------------- | ------ |
| 1 |         | Муниб Бисич | 15 апреля 1992 - 30 января 1996 | ПДД    |

#### Министры обороны Боснии и Герцеговины (с 2004)[1]
| № | Портрет | Имя                 | Срок полномочий                  | Партия  |
| - | ------- | ------------------- | -------------------------------- | ------- |
| 1 |         | Никола Радованович  | 9 марта 2004 - 11 января 2007    | СДП     |
| 2 |         | Сельмо Чикотич      | 11 января 2007 - 12 января 2012  | ПДД     |
| 3 |         | Мухамед Ибрагимович | 12 января 2012 - 22 ноября 2012  | ПДД     |
| 4 |         | Зекериях Осмич      | 22 ноября 2012 - 31 марта 2015   | СДП БиГ |
| 5 |         | Марина Пендеш       | 31 марта 2015 - 23 декабря 2019  | ХДС БиГ |
| 6 |         | Сифет Поджич        | 23 декабря 2019 - 25 января 2023 | ДФ БиГ  |
| 7 |         | Зукан Хелез         | С 25 января 2023                 | СДП БиГ |